# Дебели Тони
Дон Марион Ентони Д’Амико (енгл. Marion Anthony D'Amico), познатији као Дебели Тони (енгл. Fat Tony), измишљени је лик у анимираној ТВ серији Симпсонови. Глас му је посудио Џо Мантења.